# Sick (film)
Sick är en amerikansk skräck-thrillerfilm från 2022, regisserad av John Hyams efter ett manus av Kevin Williamson.
Filmen utspelar sig tidigt under Covid-19-pandemin. Myndigheterna beordrar amerikaner att isolera sig. Ungdomarna Parker och Miri har beslutat att tillbringa karantänen i familjens stuga i skogen. Plötsligt dyker en maskbeklädd mördare upp och anfaller dem.
Filmen hade premiär på Torontos filmfestival september 2022, och släpptes på den amerikanska strömningstjänsten Peacock januari 2023.

## Rollista (i urval)
- Gideon Adlon – Parker Mason
- Bethlehem Million – Miri Woodlow
- Dylan Sprayberry – DJ Cole